# Fred Plevier

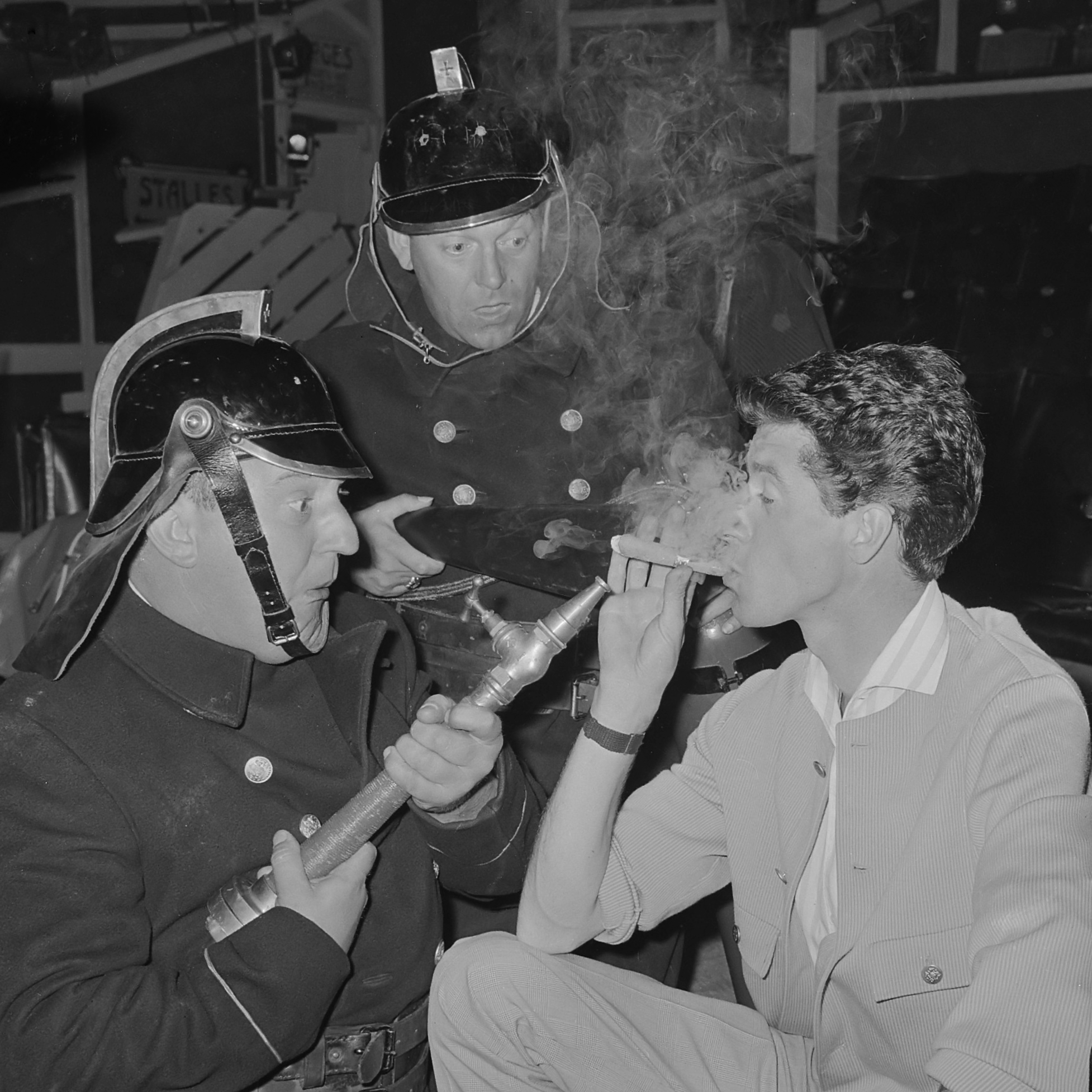
Piet Bambergen, Fred Plevier (m.) und Rudi Carrell (1964)

Fred Plevier (* 1931; † 5. Oktober 1965) war ein niederländischer Komiker und Gitarrist.

## Leben
Fred Plevier bildete zusammen mit seinem Freund Piet Bambergen von 1960 bis 1965 das Komikerduo De Mounties, nachdem sie in dieser Konstellation schon von 1950 bis 1956 zusammengearbeitet hatten. Damals hatte Plevier auf Anraten der Ärzte seine Mitwirkung bei den Mounties aufgegeben, nachdem er einen Herzanfall erlitten hatte.
1961 hatten die Mounties ihren ersten Fernsehauftritt in der niederländischen Rudi Carrell Show. Als Rudi Carrell einige Jahre später zu Radio Bremen wechselte, bot er Bambergen an, mit ihm nach Deutschland zu kommen. Dieser lehnte aber ab, da er Plevier nicht nach zwanzigjähriger Freundschaft im Stich lassen wollte, und für Carrells neue Show wurden stattdessen die Kabarettisten Reinhold Brandes und Joachim Wolff engagiert. De Mounties erhielten im Herbst 1965 eine eigene Fernsehshow bei der VARA. Am 5. Oktober 1965 erlitt Plevier vor laufender Kamera einen weiteren Herzanfall und verstarb. Etwa einen Monat nach seinem Tod kam noch der Hit Wie, is wie, groot schandaal in onze familie, eine Coverversion von Shawn Elliotts Shame and Scandal heraus, die die Mounties kurz vor Pleviers Tod aufgenommen hatten. Im Duo De Mounties folgte ihm René van Vooren an der Seite Bambergens nach.